# (34685) 2001 EE12
2001 EE12 (asteroide 34685) é um asteroide da cintura principal. Possui uma excentricidade de 0.14827610 e uma inclinação de 13.34671º.
Este asteroide foi descoberto no dia 3 de março de 2001 por LINEAR em Socorro.